# Свірневе
Свірне́ве — село в Голованівській громаді Голованівського району Кіровоградської області України. Населення становить 926 осіб.

## Історія
За переказами, назва села походить від своріні — дерев'яної палиці для прив'язування коней. Спочатку ця територія називалась Свірневий постій, адже на тамтешніх багатих травою місцях часто зупинялись козацькі загони.
За іншою версією, заснування села Свірневого походить від прізвища збіднілих польських шляхтичів Свірських, які поселились на початку 19 століття в цій місцевості після третього розподілу Польщі. Нащадки працювали управителями маєтків пана Глінки по Херсонській губернії.[джерело?]

## Населення
Згідно з переписом УРСР 1989 року чисельність наявного населення села становила 869 осіб, з яких 390 чоловіків та 479 жінок.
За переписом населення України 2001 року в селі мешкало 927 осіб.

### Мова
Розподіл населення за рідною мовою за даними перепису 2001 року:
| Мова       | Відсоток |
| ---------- | -------- |
| українська | 97,84 %  |
| російська  | 2,05 %   |

## Люди
В селі народилися:
- Бучацький Леонід Петрович (нар. 1943) — біолог-вірусолог, доктор біологічних наук.
- Валько Олександр Степанович (нар. 1949) — доктор медичних наук, завідувач відділу вродженої вади серця у дітей Київського інституту серцево-судинної хірургії.
- Вольський Серафим Андрійович (1911—2003) — професор історії. Лауреат Державної премії УРСР.
- Крегул Михайло Васильович (1993—2015) — старший солдат Збройних сил України, учасник російсько-української війни.
- Килинич Олексій Мойсейович (1928—2014) — громадсько-політичний та господарський діяч на Буковині.
- Шевчук Домна Степанівна (1907—?) — українська радянська скульпторка.